# Dresden Titans

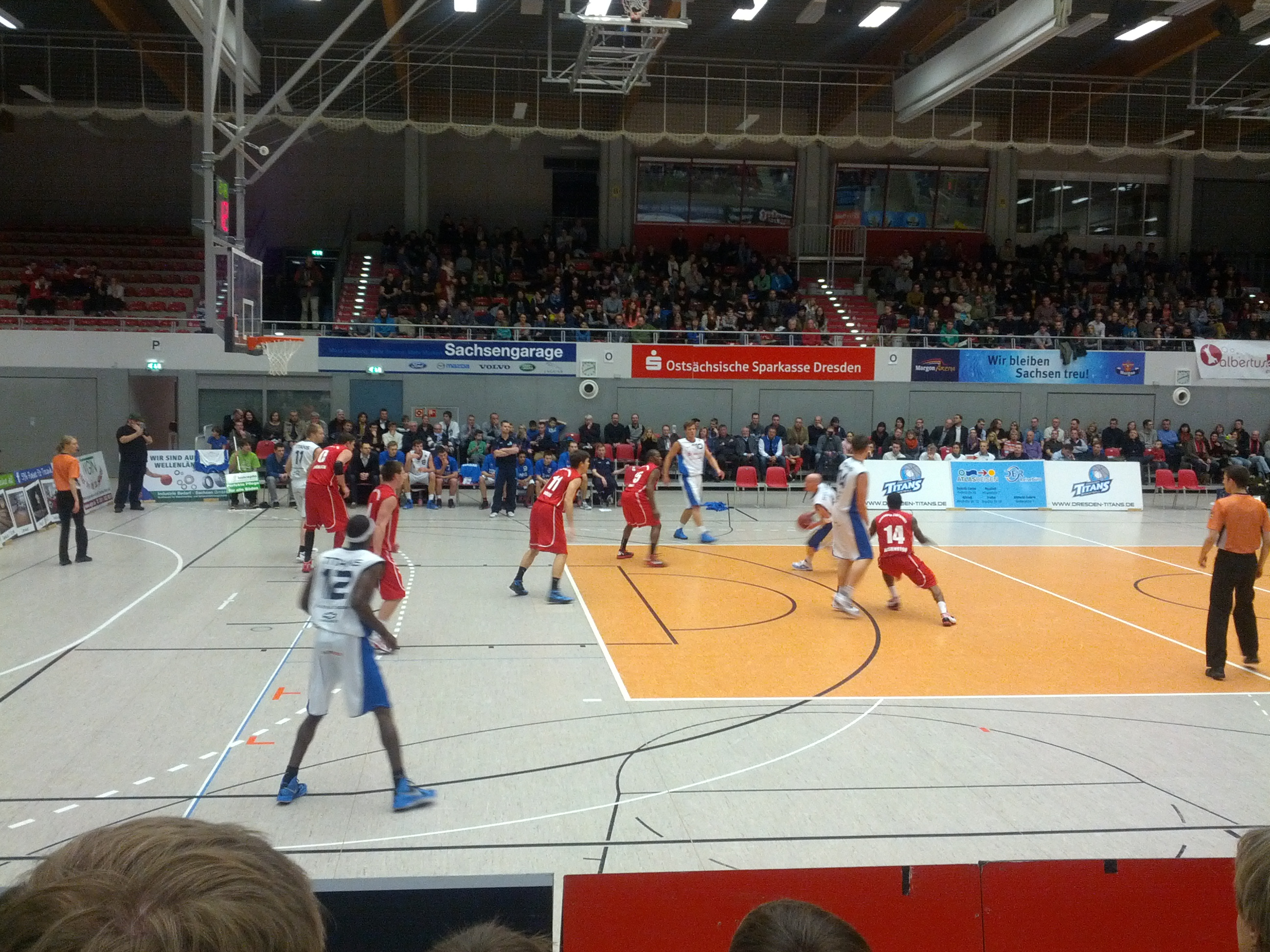
Heimspiel der Dresden Titans (blau-weiß) gegen die BG Leitershofen/Stadtbergen

Die Dresden Titans sind ein Basketballverein aus Dresden, dessen Herrenmannschaft in der 2. Bundesliga ProA spielt.

## Geschichte
Der Verein entstand 2005 aus einer Kooperation der drei größten Dresdner Basketballvereine, dem USV TU Dresden, dem BV Zschachwitz 95 und der HSG Lokomotive HTW Dresden. Das Ziel war es, eine spielstarke leistungssportliche Profi-Mannschaft aufzubauen.
In der Saison 2009/2010 stiegen die Dresden Titans in die 1. Regionalliga Südost auf, schlossen die Saison 2010/2011 mit dem 6. Platz ab und stiegen in der folgenden Saison als Regionalligameister in die ProB der 2. Basketball-Bundesliga auf. Im März 2014 wurde die Dresden Titans Basketball GmbH gegründet, die den Betrieb der Dresdner Profimannschaft übernahm.
In der ProB-Saison 2015/16 erreichte die Mannschaft unter Trainer Steven Clauss das Playoff-Halbfinale. Da die Fraport Skyliners Frankfurt Juniors als Endspielteilnehmer auf den Gang in die 2. Basketball-Bundesliga ProA verzichteten, erhielt Dresden das Aufstiegsrecht zugesprochen.
Am 29. November 2016 wurde Aufstiegstrainer Clauss entlassen. Unter seiner Leitung hatten die Titans aus 13 ProA-Spielen nur einen Sieg geholt und waren zum Zeitpunkt der Trennung Ligaschlusslicht. Als Nachfolger wurde der Australier Liam Flynn verpflichtet. Bereits am 26. Spieltag (von 30) stand Dresdens Abstieg aus der ProA fest.
Nach dem Abstieg in die ProB wurde der Vertrag von Cheftrainer Flynn nicht verlängert. Der Kroate Nenad Josipović wurde als neuer Mann für diesen Posten verpflichtet. Im Spieljahr 2017/18 zogen die Dresdner in die Meisterrunde ein, schieden dort jedoch in der Auftaktrunde gegen Schalke (0:2-Siege) aus. Josipović musste Ende November 2018 im Anschluss an eine 56:75-Niederlage in Wolfenbüttel gehen. René Naumann betreute die Mannschaft in zwei Spielen als Übergangstrainer, dann übernahm Markus Röwenstrunk das Amt. Röwenstrunk führte die Mannschaft zum Klassenerhalt, sein zum Ende der Saison 2018/19 auslaufender Vertrag wurde nicht verlängert. Nachfolger im Amt wurde Christian Steinberg. Zum 30. Juni 2019 schied Geschäftsführer Jörn Müller aus. Neuer Mann auf diesem Posten wurde Rico Gottwald, der zuvor bereits seit Mai 2017 die Nachwuchsabteilung des Dresdner sowie die Geschäftsstelle leitete.
Am Jahresende 2019 verließ Trainer Christian Steinberg den Verein aus persönlichen Gründen, nachdem er in den Vorwochen bereits krank gefehlt hatte. Jugendtrainer Fabian Strauß, der Steinberg als Co-Trainer zur Seite gestanden und diesen während seiner krankheitsbedingten Abwesenheit vertreten hatte, wurde ins Cheftraineramt befördert. In der Saison 2020/21 wurde die Mannschaft in der Südstaffel der 2. Bundesliga ProB Hauptrundenmeister. Anschließend schied man in der Viertelfinalrunde aus, insgesamt verbuchte Dresden in der Saison 2020/21 22 Siege und fünf Niederlagen. In der Saison 2021/22 wurde die Mannschaft erneut Hauptrundenmeister der 2. Bundesliga ProB Süd und kam dabei auf 19 Siege. Im Mai 2022 zogen die Sachsen ins ProB-Finale ein, damit gelang ihnen der sportliche Aufstieg in die 2. Bundesliga ProA. Im Duell mit Düsseldorf gelang der Mannschaft der Gewinn des Meistertitels. Bester Korbschütze der Dresdner in der Saison 2021/22 war der Deutsch-Amerikaner Grant Teichmann mit 14,2 Punkten je Begegnung, vor dem Kanadier Tanner Graham (13,4 Punkte/Spiel) und Georg Voigtmann (13,3 Punkte/Spiel). Die Dresdner blieben in der Saison 2021/22 in allen Heimspielen ungeschlagen.
In der Saison 2022/23 erreichte man als Rückkehrer in der 2. Bundesliga ProA das Viertelfinale, in dem man Gießen 0:3 unterlag. Im Sommer 2023 stellten die Dresdner Michael Born als kaufmännischen Geschäftsführer ein, Rico Gottwald blieb für die sportliche Leitung verantwortlich. Gottwald verließ den Verein 2024 nach siebenjähriger Tätigkeit.
Anfang Mai 2025 zog Dresden seinen Lizenzantrag für die Zweitligasaison 2025/26 zurück. Das geschah aufgrund der fehlenden Aussicht auf den Bau einer Spielstätte, die den Ansprüchen der Basketball-Bundesliga entspricht. Den Aufstieg in die erste Liga hatten sich die Gesellschafter der Betriebsgesellschaft Dresden Titans Basketball GmbH zum Ziel gesetzt. Des Weiteren wurde die angekündigte Kürzung von Fördermitteln als Grund für den freiwilligen Abstieg genannt. Durch einen Rückzug in die drittklassige 2. Bundesliga ProB versprach man sich auch bessere Einsatzmöglichkeiten für Nachwuchsspieler. Trainer Strauß verließ die Dresdner, der Vertrag von Geschäftsführer Born wurde nicht verlängert. Valentino Lott wurde neuer Trainer, für die Stelle des Geschäftsführers kam Nils Ruttmann nach Dresden.

## Heimspielhalle
Die Heimspiele tragen die Dresdner in der 3.000 Zuschauer fassenden Margon Arena aus.

## Jugendarbeit
Gemeinsam mit dem ebenfalls aus dem BV Zschachwitz hervorgegangenen BC Dresden beteiligen sich die Titans in Dresden am deutschlandweiten Projekt BasKIDball, das unter der Schirmherrschaft von Dirk Nowitzki Kindern und Jugendlichen Basketball als Freizeitangebot näher bringen soll.

## Erfolge
- 2010 Aufstieg in die 1. Regionalliga Südost.[30]
- 2010 Sieger Sächsischer Landespokal
- 2012 Deutscher Regionalligameister.[31]
- 2012 Aufstieg in die 2. Bundesliga ProB.[32]
- 2013 Qualifikation für die Jugend-Basketball-Bundesliga.[33]
- 2016,[3] 2022[18] Aufstieg in die 2. Bundesliga ProA
- 2019 Qualifikation für die Nachwuchs-Basketball-Bundesliga.[34]
- 2021, 2022 Hauptrundenmeister der 2. Bundesliga ProB Süd.
- 2022 Meister der 2. Bundesliga ProB.

## Trainerchronik
| Amtszeit  | Trainer                      |
| --------- | ---------------------------- |
| 2005–2006 | Marcel Schröder              |
| 2006–2007 | Benno Schuster               |
| 2007–2008 | Peter Weller                 |
| 2008–2010 | Ronny Schönau                |
| 2010–2015 | Thomas Krzywinski            |
| 2015–2016 | Steven Clauss                |
| 2016–2017 | Liam Flynn                   |
| 2017–2018 | Nenad Josipović              |
| 2018      | René Naumann (kommissarisch) |
| 2018–2019 | Markus Röwenstrunk           |
| 2019      | Christian Steinberg          |
| 2019–2025 | Fabian Strauß                |
| seit 2025 | Valentino Lott               |

## Wichtige ehemalige Spieler
- Lars Kaniok: 2005–2007
- Konrad Tota: 2006–2008
- Andrew Jones: 2008, 2012–2016
- Georg Dölle: 2009–2014
- Andreas Endig: 2010–2012
- Jason Boucher: 2011–2013
- Damon Smith: 2013–2015
- Philipp Lieser: 2013–2016
- Walter Simon: 2015–2017
- Randal Holt: 2016–2017
- Lennard Larysz: 2019–2021
- Georg Voigtmann: 2019–2024
- Tanner Graham: 2021–2024
- Grant Teichmann: 2021–2024
- Arne Wendler: 2018–2024
- Wesley Dreamer: 2024–2025
- Daniel Kirchner: 2018–2025

## Aktueller Kader
| Spieler | Spieler            | Spieler             | Spieler    | Spieler | Spieler | Spieler                           |
| Nr.     | Nat.               | Name                | Geburt     | Größe   | Info    | Letzter Verein                    |
| ------- | ------------------ | ------------------- | ---------- | ------- | ------- | --------------------------------- |
|         |                    | Guards (PG, SG)     |            |         |         |                                   |
| 0       | Venezuela          | Leonardo Benitez    | 14.06.2008 | 1,76 m  |         |                                   |
| 1       | Australien         | Koen Sapwell        | 13.03.1999 | 1,93 m  |         | Central District Lions (AUS)      |
| 4       | Deutschland        | Daniel Kirchner     | 26.10.1997 | 1,81 m  |         | RSV Eintracht                     |
| 6       | Italien            | Pablo Bertone       | 29.03.1990 | 1,93 m  |         | UD Oliveirense                    |
| 8       | Deutschland        | Linus Briesemeister | 29.07.2003 | 1,88 m  |         | TKS 49ers                         |
| 21      | Deutschland        | Malte Silbermann    | 17.05.2006 | 1,84 m  |         | Niners Chemnitz                   |
| 24      | Vereinigte Staaten | Matthew Ragsdale    | 03.03.2000 | 1,94 m  |         | Black Hills State Yellow Jackets  |
| 55      | Deutschland        | Georg Kupke         | 01.02.2002 | 1,90 m  |         |                                   |
|         |                    | Forwards (SF, PF)   |            |         |         |                                   |
| 7       | Deutschland        | Clemens Weinmar     | 13.12.2005 | 2,03 m  |         |                                   |
| 9       | Deutschland        | Lucien Schmikale    | 15.04.1997 | 1,94 m  |         | Itzehoe Eagles                    |
| 10      | Vereinigte Staaten | Wesley Dreamer      | 03.11.2000 | 2,01 m  |         | Northwest Missouri State Bearcats |
| 11      | Deutschland        | Lukas Zerner        | 18.10.2000 | 2,03 m  |         | FC Bayern München II              |
| 17      | Deutschland        | Kilian Fischer      | 08.02.2007 | 2,05 m  |         |                                   |
| 25      | Deutschland        | Sebastian Heck      | 25.08.1995 | 2,01 m  |         | HEBEISEN White Wings Hanau        |
| 77      | Bulgarien          | Simeon Dimitrov     | 23.06.2004 | 2,00 m  |         | OrangeAcademy                     |
|         |                    | Center (C)          |            |         |         |                                   |
| 47      | Deutschland        | Aaron Kayser        | 22.05.1999 | 2,05 m  |         | Artland Dragons                   |

| Trainer                | Trainer        | Trainer    |
| Nat.                   | Name           | Position   |
| ---------------------- | -------------- | ---------- |
| Deutschland            | Fabian Strauß  | Trainer    |
| Vereinigte Staaten     | Patrick Carney | Co-Trainer |
| Quellen                |                |            |
| Ligahomepage           |                |            |
| Stand: 13. Januar 2025 |                |            |

|}